# 高月郵便局
高月郵便局（たかつきゆうびんきょく）は、滋賀県長浜市にある郵便局。民営化前の分類では集配特定郵便局であった。

## 概要
住所：〒529-0299 滋賀県長浜市高月町高月1176

## 沿革
- 1903年（明治36年）12月10日 - 高月郵便受取所として開設[1]。
- 1905年（明治38年）4月1日 - 高月郵便局（三等）となる。
- 1969年（昭和44年）11月21日 - 電話の加入および料金に関する簡易な事務を除く電話交換業務と和文電報配達業務を、木之本電報電話局に移管[2]。
- 1987年（昭和62年）7月1日 - 風景入通信日付印の使用を開始。
- 2007年（平成19年）10月1日 - 民営化に伴い、併設された郵便事業長浜支店高月集配センターに一部業務を移管。
- 2012年（平成24年）10月1日 - 日本郵便株式会社発足に伴い、郵便事業長浜支店高月集配センターを高月郵便局に統合。

## 取扱内容
- 郵便、印紙、ゆうパック、内容証明
- 貯金、為替、振替、振込、国際送金、国債
- 生命保険、バイク自賠責保険
- ゆうちょ銀行ATM
- 長浜市内の一部地域（旧伊香郡高月町域）内の集配業務

## 周辺
- 長浜市役所 高月支所
- 長浜市立高月中学校
- 長浜市立高月小学校
- 日本電気硝子高月事業場

## アクセス
- JR北陸本線 高月駅から南西へ約500m（徒歩約10分）
- 湖国バス 国道高月停留所下車
- 北陸自動車道 木之本ICから南へ約5km
- 国道8号・滋賀県道279号落川高月線沿い
- 駐車場あり：6台